# Николай л’Алеман
Николай Алеман (фр. Nicolas l’Aleman; убит в июне 1277) — сеньор Цезареи (Кесарии) в Иерусалимском королевстве, по правам жены — сеньор Бейрута.
Сын Жана Алемана (ум. 1264 или позже) и его жены Маргариты Бризбар, сеньоры Цезареи. После смерти своего старшего брата Гуго, умершего в начале 1264 года, стал наследником родителей.
В 1265 году мамлюкский султан Бейбарс полностью разрушил город Цезарея с тем, чтобы крестоносцы не могли его восстановить. Поэтому не известно, кто был её последним правящим сеньором — Николай Алеман или его мать.
Николай Алеман в 1276 году женился на Изабелле д’Ибелин (1252—1282/83), сеньоре Бейрута, став её третьим мужем.
В том же году он убил в Никосии Жана д’Ибелина, родственника жены. Его брат Балдуин д’Ибелин решил отомстить и в июне 1277 года исполнил своё решение. Причины этой кровавой распри не известны.
После смерти Николая Алемана его вдова вышла замуж в четвёртый раз — за Гийома Барле (ум. 1305/06). Его брат Томмазо Алеман унаследовал титул сеньора Цезареи. Он был женат на Агнессе, дочери Рауля де ла Бланшгарда (фр. Raoul de la Blanchegarde), но детей у них не было.